# 陳誠 (雍正進士)
陳誠，直隸顺天府通州人，清朝地方官员。同进士出身。

## 生平
雍正元年（1723年），登进士，改庶吉士，授浙江太平縣知縣。